# Matej Uram
Matej Uram, född 1983 i Banska Bystrica var en slovakisk backhoppare på elitnivå. Han tävlade i världscupen i backhoppning vid elva tillfällen, som en av de få slovakiska representanterna.
Uram var också med Världsmästerskapen i nordisk skidsport 2001 i Lahtis utan vidare framgång och lade sedermera ner karriären.